# ابن سناءالملک
ابن سَناء المُلک (۱۱۵۰-۱۲۱۲م) (نسب: هبةالله بن جعفر) کاتب و شاعر مصری بود که نزد ایوبی‌ها جایگاهی داشت و فارسی را خوب می‌دانست.

## آثار
- دارالطّراز: دربرگیرندهٔ موشحات اوست.
- روح الحیوان: چکیده‌ای از الحیوان نوشتهٔ جاحظ